# 5 contro il casinò
5 contro il casinò (5 Against the House) è un film del 1955 diretto da Phil Karlson.
È un film noir statunitense con Guy Madison, Kim Novak e Brian Keith. È basato sul romanzo seriale Five Against the House di Jack Finney pubblicato sulla rivista Good Housekeeping nel 1951.

## Trama
Cinque amici, di ritorno dalla Guerra di Corea, organizzano un furto in un casinò a Reno in Nevada. Il colpo, nonostante le difficoltà occorse, va a buon fine, ma improvvisamente un membro psicopatico del gruppo cerca di fuggire brandendo una pistola. Gli altri 4 proveranno a fermarlo.

## Produzione
Il film, diretto da Phil Karlson su una sceneggiatura di Stirling Silliphant, William Bowers e John Barnwell e un soggetto di Jack Finney (l'autore del romanzo), fu prodotto dagli stessi John Barnwell e Stirling Silliphant per la Columbia Pictures  tramite la Dayle Production e girato in California (nei Columbia/Sunset Gower Studios a Hollywood e nei pressi del lago Tahoe) e a Reno in Nevada, dall'11 novembre al 1º dicembre 1954.

## Distribuzione
Il film fu distribuito con il titolo 5 Against the House negli Stati Uniti dal 10 giugno 1955 al cinema dalla Columbia Pictures.
Altre distribuzioni:
- in Svezia il 24 ottobre 1955 (Kupp mot spelhålan)
- in Finlandia il 13 gennaio 1956 (Pelipankin ryöstö)
- in Portogallo il 30 agosto 1957 (4 Homens e Uma Mulher)
- in Italia (5 contro il casinò)
- in Brasile (No Mau Caminho)
- in Spagna (5 contra la banca)
- in Francia (On ne joue pas avec le crime)
- in Grecia (Eglima sto Reno)

## Critica
Secondo il Morandini il film soffre per una "inconsistente psicologia" e per "situazioni ingenue".